# 정치범

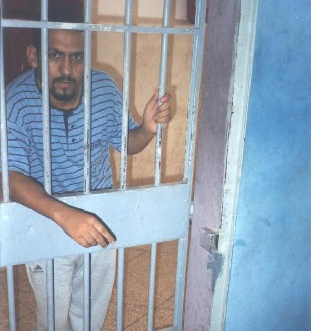

정치범(政治犯) 은 정치적인 활동을 이유로 투옥된 사람들이다. 혐의받은 죄의 동기가 종교·도덕·정치상의 신념에 기초되는 경우가 아니더라도, 정치적으로 갈등을 일으킨 사람에게 다른 혐의를 씌워 투옥시킨 경우도 포함된다. 정치인이 정치적 활동과 무관한 파렴치한 범죄를 저질러 공정한 처벌을 받은 경우는 정치범이라고 하지 않는다.
정치범은 자유형(自由刑)으로 처벌하는 데 있어서도 일반 범죄인과는 다르게 취급한다는 점이 있다.

## 같이 보기
- 정치범죄
- 양심수
- 확신범